# Гайнц Яшке
Гайнц Яшке (нім. Heinz Jaschke; 16 липня 1920, Ландау — 31 січня 1944, Атлантичний океан) — німецький офіцер-підводник, оберлейтенант-цур-зее крігсмаріне.

## Біографія
16 вересня 1939 року вступив на флот. З 16 жовтня 1941 року — 2-й, з січня 1943 року — 1-й вахтовий офіцер на підводному човні U-592. В травні-червні пройшов курс командира човна. З 2 вересня 1943 року — командир U-592, на якому здійснив 2 походи (разом 84 дні в морі). 31 січня 1944 року U-592 був потоплений південно-західніше ірландських берегів атакою глибинними бомбами британських шлюпів «Старлінг», «Мегпай» і «Вайлд Гус». Всі 49 членів екіпажу загинули.

## Звання
- Кандидат в офіцери (16 вересня 1939)
- Фенріх-цур-зее (1 липня 1940)
- Оберфенріх-цур-зее (1 липня 1941)
- Лейтенант-цур-зее (1 березня 1942)
- Оберлейтенант-цур-зее (1 вересня 1943)